# Conquista do Império Asteca
A conquista do México (ou a Queda do Império Asteca), foi uma campanha militar pivotal na história das Américas. Foi iniciada em 1519 e finalizada em 1521 com a derrota do Império Asteca e o estabelecimento do Vice-Reino da Nova Espanha, dando-se assim o início do domínio espanhol na América continental, em detrimento dos povos nativos.

## Histórico
Hernán Cortés era um tabelião que acompanhou o governador Diogo Velasquez na conquista de Cuba em 1511, tendo lá recebido como recompensa grandes propriedades, onde se instalou e fez fortuna. Após a indicação do seu nome pelo governador vendeu as suas terras e financiou a expedição com o próprio dinheiro.
Os astecas, o povo dominante na região, acreditavam (de acordo com mitos antigos) na tradição do regresso de Quetzalcóatl num ano Ce-Acatl. O calendário asteca era dividido em ciclos ou períodos de 52 anos. Cada 52.º ano era um ano Ce-Acatl sendo 1519 um desses anos. Os astecas acreditavam que os conquistadores espanhóis eram enviados dos deuses (de acordo com os estudiosos ortodoxos), tendo oferecido pouca resistência aos seus avanços. (Ironicamente, Cortés não menciona este episódio nas suas cartas ao  rei Carlos Vda Espanha.)
Os estudiosos modernos começam a questionar esta forma de interpretar o que se passou. Reputados estudiosos dos astecas, como Ross Hassig da Universidade de Oklahoma, demonstraram que Quetzalcóatl era na realidade uma ordem religiosa de sacerdotes durante a anterior era tolteca. Esta ordem, sob tutela do seu líder Ce Acatl Topiltzin Quetzalcoatl é famosa pelo seu exílio na zona oriental do México (no que é hoje o Iucatã). Os astecas poderão ter pensado que os espanhóis eram possivelmente da linhagem da ordem de Quetzalcoatl e como tal merecedores tratamento diplomático.
Para aumentar ainda mais a confusão sobre este assunto, existe o fato da língua nahuatl dos astecas estar repleta de termos para humildade e polidez, especialmente para convidados. Os embaixadores estrangeiros eram sempre tratados com reverência e convidados para a capital Tenochtitlan, onde experimentavam todos os aspectos da alta diplomacia esperada entre nações. Acabariam por se opor aos espanhóis, depois de se ter tornado evidente que estes não pertenciam à linhagem dos sacerdotes de Quetzalcóatl e que tão pouco eram deuses.
Após uma importante batalha em 1519, onde forças espanholas foram derrotadas e obrigadas a bater em retirada, eles reagruparam-se fora do vale do México. Passados oito meses estavam de regresso, tendo ao seu lado um contingente ainda maior de nativos seus aliados. Por esta altura a varíola, trazida pelos espanhóis, havia dizimado a população asteca, reduzindo drasticamente a capacidade de combate das forças astecas.
A capital Tenochtitlan foi sitiada, tendo este fato conduzido à derrota total dos astecas em 1521. Apesar das suas armas de metal, cavalos, canhões e milhares aliados indígenas, os espanhóis levaram sete meses inteiros para conseguir a capitulação dos astecas. Tratou-se de um dos mais longos cercos continuados da história mundial.[carece de fontes?]
Foram três os principais fatores contribuintes para a vitória espanhola. Em primeiro lugar, os espanhóis possuíam tecnologia militar superior, incluindo armas de fogo (arcabuzes, mosquetes, espingardas e canhões), arcos, bestas, armas brancas de ferro e aço, cães e cavalos.
Outros aliados dos espanhóis foram as várias doenças do Velho Mundo que haviam levado com eles (principalmente a varíola), para as quais os nativos não tinham qualquer imunidade e que acabariam por tornar-se pandêmicas, dizimando uma grande parte da população nativa. Por último, os espanhóis tornar seus aliados vários povos sob o domínio do Império Asteca que viam os espanhóis como o meio de se libertarem do poder asteca, destacando-se de entre eles os tlaxcaltecas.